# Norsko na Zimních olympijských hrách 1956
Norsko na Zimních olympijských hrách 1956 v Cortině d'Ampezzo reprezentovalo 45 sportovců, z toho 37 mužů a 8 žen. Nejmladším účastníkem byl Astrid Sandvik (16 let, 119 dní), nejstarším pak Reidar Alveberg (39 let, 221 dní). Reprezentanti vybojovali 4 medaile, z toho 2 zlaté, 1 stříbrnou a 1 bronzovou.

## Medailisté
| Medaile | Jméno            | Sport              | Disciplína       |
| ------- | ---------------- | ------------------ | ---------------- |
| Zlato   | Hallgeir Brenden | Běh na lyžích      | Muži 15 km       |
| Zlato   | Sverre Stenersen | Severská kombinace | Muži jednotlivci |
| Stříbro | Knut Johannesen  | Rychlobruslení     | Muži 10 000 m    |
| Bronz   | Alv Gjestvang    | Rychlobruslení     | Muži 500 m       |